# Провулок Орєшкова (Донецьк)
Провулок Орєшкова — одна з вулиць міста Донецька. Розташований між вулицею Рози Люксембург та вулицею Університетською.

## Історія
Вулиця названа честь командира взводу в роки Другої Світової війни Сергія Миколайовича Орєшкова.

## Опис
Провулок Орешкова знаходиться у Ворошиловському районі. Починається від вулиці Рози Люксембург і завершується вулицею Університетською. Простягнувся в заходу на схід. Довжина вулиці становить близько пів кілометра.